# 이륙
이륙(離陸, 문화어: 리륙) 또는 영어로 테이크오프(영어: takeoff)는 항공기가 양력을 얻어 공중으로 떠오르는 현상을 말한다. 대부분의 항공기는 이륙하기 위해 활주로가 필요하지만 VTOL, Vertical Take-Off and Landing 항공기, 즉 열기구, 헬리콥터와 특수한 전투기(예: AV-8B Harrier, F-35B, YAK-141, V-22)는 활주로가 없어도 이륙할 수 있다. 일반적으로 활주로 등의 표면에서 동력을 사용하여 필요한 양력을 얻을 수 있는 속도에 이를 때까지 활주하면서 떠올라 이륙한다. 기체가 무겁거나 날개가 작다면 그만큼 이륙에 필요한 활주 거리가 길어진다.

## 같이 보기
- 착륙